# Marc-Andrea Hüsler
Marc-Andrea Hüsler (ur. 24 czerwca 1996 w Zurychu) – szwajcarski tenisista, reprezentant kraju w Pucharze Davisa.

## Kariera tenisowa
Status profesjonalny Hüsler uzyskał w 2016 roku.
W rozgrywkach cyklu ATP Tour Szwajcar wygrał jeden turniej w grze pojedynczej oraz jeden w grze podwójnej.
Podczas swojej kariery zwyciężył w pięciu singlowych oraz czterech deblowych turniejach rangi ATP Challenger Tour.
W rankingu gry pojedynczej najwyżej był na 47. miejscu (3 lutego 2023), a w klasyfikacji gry podwójnej na 132. pozycji (25 października 2021).

### Finały w turniejach ATP Tour
| Legenda                                      |
| -------------------------------------------- |
| Wielki Szlem                                 |
| Igrzyska olimpijskie                         |
| Tennis Masters Cup / ATP Finals              |
| ATP Masters Series / ATP Tour Masters 1000   |
| ATP International Series Gold / ATP Tour 500 |
| ATP International Series / ATP Tour 250      |

#### Gra pojedyncza (1–0)
| Końcowy wynik | Nr | Data                | Turniej | Nawierzchnia  | Przeciwnik  | Wynik finału |
| ------------- | -- | ------------------- | ------- | ------------- | ----------- | ------------ |
| Zwycięzca     | 1. | 2 października 2022 | Sofia   | Twarda (hala) | Holger Rune | 6:4, 7:6(8)  |

#### Gra podwójna (1–0)
| Końcowy wynik | Nr | Data          | Turniej | Nawierzchnia | Partner          | Przeciwnicy                 | Wynik finału |
| ------------- | -- | ------------- | ------- | ------------ | ---------------- | --------------------------- | ------------ |
| Zwycięzca     | 1. | 25 lipca 2021 | Gstaad  | Ceglana      | Dominic Stricker | Szymon Walków Jan Zieliński | 6:1, 7:6(7)  |

### Zwycięstwa w turniejach ATP Challenger Tour

#### Gra pojedyncza
| Końcowy wynik | Nr | Data                 | Turniej         | Nawierzchnia    | Przeciwnik               | Wynik finału        |
| ------------- | -- | -------------------- | --------------- | --------------- | ------------------------ | ------------------- |
| Zwycięzca     | 1. | 21 kwietnia 2019     | San Luis Potosí | Ceglana         | Adrián Menéndez-Maceiras | 7:5, 7:6(3)         |
| Zwycięzca     | 2. | 26 września 2020     | Sybin           | Ceglana         | Tomás Martín Etcheverry  | 7:5, 6:0            |
| Zwycięzca     | 3. | 25 października 2020 | Ismaning        | Dywanowa (hala) | Botic van de Zandschulp  | 6:7(3), 7:6(2), 7:5 |
| Zwycięzca     | 4. | 9 kwietnia 2022      | Meksyk          | Ceglana         | Tomás Martín Etcheverry  | 6:4, 6:2            |
| Zwycięzca     | 5. | 24 kwietnia 2022     | Aguascalientes  | Ceglana         | Juan Pablo Ficovich      | 6:4, 4:6, 6:3       |

#### Gra podwójna
| Końcowy wynik | Nr | Data                 | Turniej       | Nawierzchnia  | Partner         | Przeciwnicy                         | Wynik finału       |
| ------------- | -- | -------------------- | ------------- | ------------- | --------------- | ----------------------------------- | ------------------ |
| Zwycięzca     | 1. | 14 lipca 2018        | Winnipeg      | Twarda        | Sem Verbeek     | Marcel Granollers Gerard Granollers | 6:7(5), 6:3, 14–12 |
| Zwycięzca     | 2. | 23 lutego 2019       | Morelos       | Twarda        | André Göransson | Gonzalo Escobar Luis David Martínez | 6:3, 3:6, 11–9     |
| Zwycięzca     | 3. | 31 października 2020 | Hamburg       | Twarda (hala) | Kamil Majchrzak | Lloyd Glasspool Alex Lawson         | 6:3, 1:6, 20–18    |
| Zwycięzca     | 4. | 13 lutego 2021       | Potchefstroom | Twarda        | Zdeněk Kolář    | Peter Polansky Brayden Schnur       | 6:4, 2:6, 10–4     |